# Касаткин, Сергей Николаевич
Серге́й Никола́евич Каса́ткин (5 [18] июня 1901, Шнаево, Пензенская губерния — 25 июня 1988) — советский врач-анатом, доктор медицинских наук, профессор; директор Сталинградского медицинского института (1937—1940), заслуженный деятель науки РСФСР.

## Биография
Родился 5 (18) июня 1901 года в селе Шнаево Городищенского уезда (ныне — в Городищенском районе Пензенской области) в семье сельского священника.
Обучался в 1-й Пензенской мужской гимназии.
В 1918—1921 годах проживал в Пензе, состоял в ближайшем окружении епископа Пензенского и Саранского Иоанна (Поммера), член Пензенского братства православных христиан.
В 1927 году, после окончания II Ленинградского медицинского института, был оставлен при кафедре нормальной анатомии.
С 1935 года, с образованием Сталинградского государственного медицинского института, заведовал там кафедрой нормальной анатомии (по 1973 год). Одновременно работал заместителем директора института по учебно-научной части (1935—1937), директором института (1937—1940). В годы Великой Отечественной войны вместе со студентами участвовал в строительстве оборонительных сооружений на южных подступах к Сталинграду в районе Ивановка — Тундутово.
В 1942—1943 годах работал в Казанском медицинском институте.
С 1944 года по 1973 год — заведующий кафедрой нормальной анатомии Волгоградского медицинского института, с 1974 по 1987 год — консультант, профессор кафедры.
Умер 25 июня 1988 г.

## Научная деятельность
Научной работой начал заниматься на кафедре анатомии человека на 2-м курсе под руководством профессора Я. Б. Зельдовича.
В 1939 году защитил докторскую диссертацию («Анатомия слюнных желез»).
Основные направления исследований:
- функциональная морфология кровеносных сосудов внутренних органов[9]
- история анатомии.

Типы внутриорганных кровеносных сосудов Касаткина — выделенные автором и его учениками узкопольный (лептоареальный), широкопольный (эвриареальный) и смешанный (мезоареальный) типы внутриорганных кровеносных сосудов, обладающие различными гемодинамическими свойствами.
Рентгеноконтрастная масса Касаткина-Липченко (масса Липченко [1]) — масса для инъекции внутриорганного кровеносного русла, представляющая собой смесь свинцового сурика (1 г), мыльного спирта (5 мл) и 96 % этилового спирта (0,5 мл).
Масса Касаткина-Липченко (масса Липченко [2]) — масса для инъекции сосудов микроциркуляторного русла, состоящая из газовой сажи (1 г), мыльного спирта (10 мл) и дистиллированной воды (1000 мл).
Существует схема строения слюнной железы по С. Н. Касаткину.
Был членом правления и членом президиума Всесоюзного научного общества анатомов, гистологов и эмбриологов, членом правления Всесоюзного общества «Знание» и председателем его Волгоградского областного отделения.
Подготовил 13 докторов и 55 кандидатов наук. Автор более 100 научных работ, в том числе монографий.
С. Н. Касаткин признан выдающимся анатомом.

### Избранные труды
- Касаткин С. Н. Анатомия слюнных желез / Предисл. д. чл. Акад. мед. наук СССР В. Н. Терновского. — Сталинград : Обл. кн-во, 1948. — 167+29 с.
- Касаткин С. Н. Новая классификация интраорганных сосудов и её теоретическое значения // Тез. / Украинская конф. морфологов, 2-я. — Киев, 1956.
- Касаткин С. Н. Современное состояние нормальной анатомии и пути её дальнейшего развития : Актовая речь 2 февр. 1965 г. / Волгогр. гос. мед. ин-т. — Волгоград : Б. и., 1965. — 21 с.
- Касаткин С. Н., Сперанский В. С. О строении и функции коры головного мозга в свете физиологического учения И. П. Павлова : Стенограмма публичной лекции. — М. : Знание, 1954. — 32 с. — ([Серия 3 ; № 47])

## Награды
- Заслуженный деятель науки РСФСР (1960)[9]
- Орден Трудового Красного Знамени[9]
- Орден «Знак Почёта»
- Медаль «За оборону Сталинграда»[10][9].

## Память
На кафедре анатомии оперативной хирургии и топографической анатомии Волгоградского медицинского университета хранится авторский экземпляр учебника В. Н. Тонкова с дарственной надписью своему ученику — С. Н. Касаткину. Некоторые документы, фотографии и вещи С. Н. Касаткина хранятся в музее университета, в Волгоградском областном краеведческом музее.

## Комментарии
1. ↑  В источниках указываются также иные:
дата рождения:
5 (18) марта 1901 года[6];
место рождения:
1) село Черниговка Ленинградской губернии[7] — ныне урочище в Выборгском районе Ленинградской области[8];
2) посёлок Черниговка Чернозерской волости Мокшанского уезда Пензенской губернии[6].